# Нашим

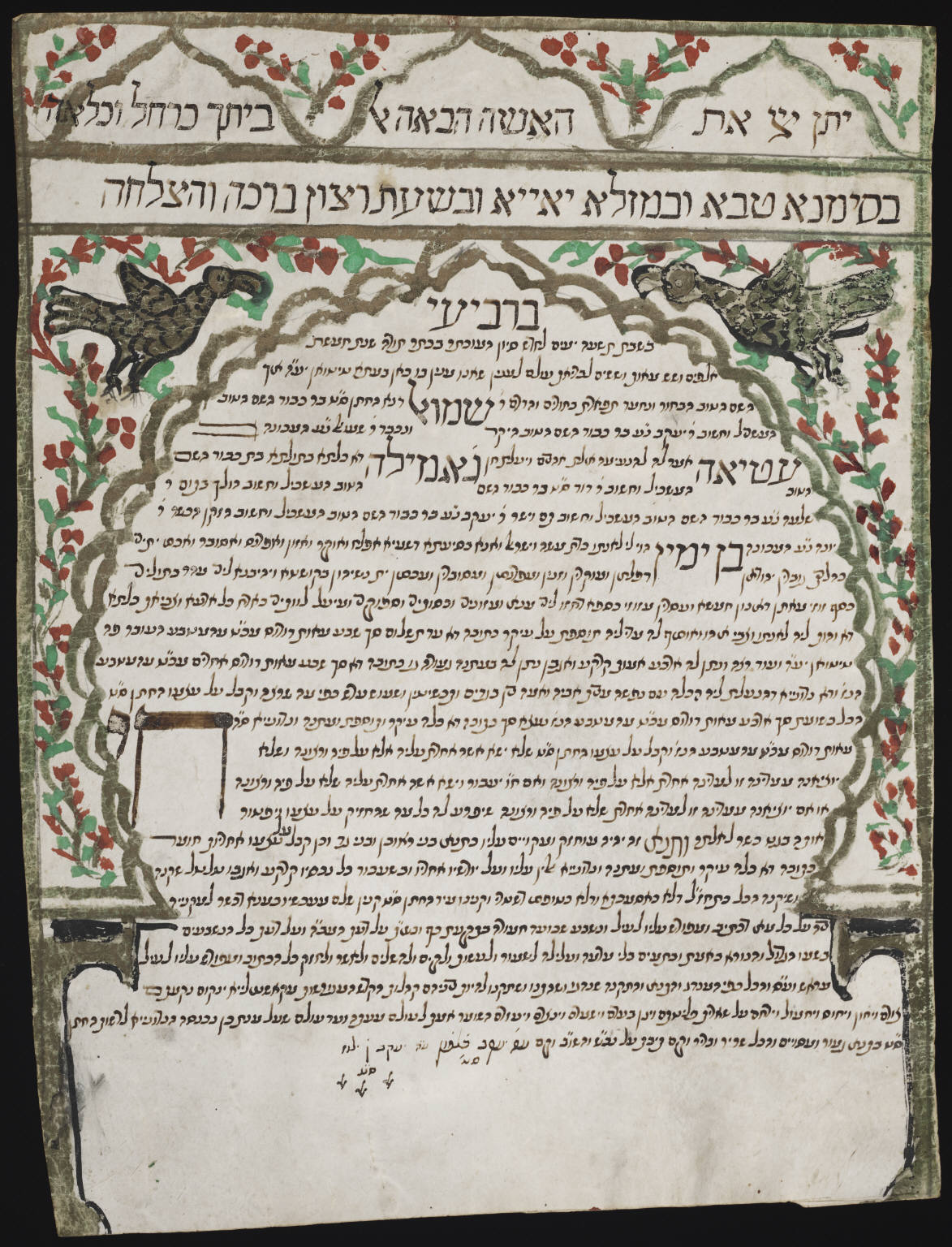
Традиционный еврейский брачный договор — ктуба (рукопись, XIX век)

«Наши́м» (ивр. נשים‎, «Женщины») — название третьего отдела в Мишне, Тосефте и в обоих Талмудах (Иерусалимском и Вавилонском). Включает в себя законы Устной Торы в отношении браков, разводов и семейных обязательств супругов. Состоит из 7 трактатов, которые в Мишне идут в следующем порядке:
1. Иебамот («Невестки» или «Запретные браки», в основном об осуществлении левирата; см. йибум)
2. Кетубот («Брачные документы» или «Брачные контракты»)
3. Недарим («Клятвы» или «Обеты»)
4. Назир («Назорей» или «Аскеты»)
5. Сота («О неверных жёнах» или «Женщина, подозреваемая в супружеской неверности»)
6. Гиттин («Разводные документы»)
7. Киддушин («Обручение» или «Заключение брака»)

Как свидетельствует само название «Нашим», большинство его трактатов говорит о женщине в ритуальном и гражданском отношении. Исключение составляют лишь трактаты «Недарим» и «Назир», которые помещены в этом отделе лишь на основании того положения, что женщина от всех её обетов может, при известных условиях, быть освобождена отцом или мужем.
Отдел «Нашим» — третий по порядку по мнению раввина Шимона бен Лакиша (Шаб., 31а), тогда как по порядку, принятому раввном Танхумой (Bam. r., XIII, 15), он стоял первым.

## Порядок разделов в «Нашим»
- Порядок Мишны более соответствует теории о последовательности трактатов в отделе по числу их глав в убывающем порядке. Что трактат «Киддушин» должен быть в конце отдела — видно из того, что он заканчивается агадическим изречением от имени раббина Негораи; такие окончания раббин Иуда I обыкновенно ставил в последнем трактате отдела[1].
- Иерусалимский Талмуд помещает «Соту» перед «Кетубот», а «Гиттин» перед «Назир»[1].
- По Маймониду, «Гиттин» следует после «Назира»[1].
- Ритба помещает «Гиттин» в конце отдела, после «Киддушин»[1].
- Согласно Меири, «Недарим» должен идти после «Назир», а «Сота» — после «Иебамот»[1].
- Автор «Халихот Олам» даёт другой порядок, по которому «Киддушин» помещается за «Иебамот», а «Гиттин» — за «Кетубот»[1].

## Переводы
- ТАЛМУД — Критический перевод Н. Переферковича — Мишна и Тосефта — Том 3 (Книга 5 и 6) — Нашим — Жёны. М.: Издатель Л. Городецкий, 2007. 432 с. ISBN 5-203-02814-7 (перенабран в современной русской орфографии с издания: «Талмуд. Мишна и Тосефта. Том третий (Книга 5 и 6)». Издание П. П. Сойкина, С.-Петербург, 1903.